# Maélys Morel
Maélys Morel, pseudoniem van Maelys van 't Zelfde, (Den Haag, 15 mei 1945) is een Nederlandse actrice die tussen 1966 en 1976 in een aantal televisieprogramma's en televisieseries speelde. Ze speelde ook in enkele musicals. Het bekendst is ze van haar rollen als de heks Grobelia in Tita Tovenaar en Juultje Quant in Q & Q.

## Filmografie
1. Te Venetië als in de hemel – 1966 tv Angelino
2. Joop ter Heul – 1968 tv-serie Jopoppinolou-kico-club
3. De Winkel van Sinkel – 1969-1970 tv-serie Charlotte Sinkel
4. 'n Zomerzotheid – 1972 tv Mia
5. Kunt u mij de weg naar Hamelen vertellen, mijnheer? – 1972 tv-serie Prinses Vossenstaartje
6. Tita Tovenaar – 1973-1974 tv-serie heks Grobelia
7. Q & Q – 1974 tv-serie Juultje Quant, in Een mislukte foto
8. Amsterdam 700 – 1975 tv-serie Emilie
9. Van oude mensen, de dingen die voorbijgaan – 1975 tv-serie Lili van Wely
10. Q & Q – 1976 tv-serie Juultje Quant, in Kunst- en Vliegwerk

## Websites
- (en)   Maélys Morel in de Internet Movie Database